# طبقة فرعية صفائحية
الطبقة الفرعية الصفائحية ـ تسمى أيضًا الطبقة اللزجة ـ هي منطقة الجريان المضطرب في الأساس والقريبة من حد عدم الانزلاق، والتي يكون الجريان فيها صفائحيًا. ويمكن أن يُفهم وجود الطبقة الفرعية الصفائحية بأن سرعة الجريان تنخفض باتجاه حد عدم الانزلاق. ونتيجة لذلك، ينخفض رقم رينولدز (Reynolds) حتى يعبر الجريان في نقطة معينة الحد الفاصل ليتحول من جريان مضطرب إلى جريان صفائحي.

والطبقة الفرعية الصفائحية مهمة لبيئة قاع النهر: ذلك أنه تحت سطح الاضطراب الصفائحي، يتراصف الجريان في طبقات، ولكن من فوقه، يصبح مختلطًا بصورة جيدة وبسرعة. ويمكن أن يكون هذا الحد مهمًا في تقديم مواطن معيشة وغذاء للكائنات الحية التي تعيش في القاع.

وسواء كانت الخشونة ناتجة عن رواسب القاع أو عوامل أخرى أصغر من هذه الطبقة الفرعية أو أكبر منها، فإن لها دورًا مهمًا كرافعة في الهيدروليكا ونقل الرواسب. يتم تعريف الجريان بأنه خشن هيدروليكيًا إذا كانت عناصر الخشونة أكبر من الطبقة الفرعية الصفائحية (مما يؤدي إلى اضطراب الجريان)، وبأنه سلس هيدروليكيًا إذا كانت العناصر أصغر من الطبقة الفرعية الصفائحية (وبذلك يمكن تجاهله من جانب الكتلة الرئيسية للجريان).